# Niederländische Fußballnationalmannschaft (U-18-Junioren)
Die niederländische U-18-Fußballnationalmannschaft ist eine Auswahlmannschaft niederländischer Fußballspieler. Sie untersteht dem KNVB (Koninklijke Nederlandse
Voetbal Bond), dem niederländischen Fußballverband, und repräsentiert ihn auf der U-18-Ebene, in Freundschaftsspielen gegen die Auswahlmannschaften anderer nationaler Verbände, aber auch bei der Europameisterschaft des europäischen Kontinentalverbandes UEFA oder der Fußball-Weltmeisterschaft der FIFA. Spielberechtigt sind Spieler, die ihr 18. Lebensjahr noch nicht vollendet haben und die niederländische Staatsangehörigkeit besitzen. Bei Turnieren ist das Alter beim ersten Qualifikationsspiel maßgeblich.

## Trainerhistorie
(Auswahl)
- 1999–2001: Ruud Kaiser
- 0000–2012: Remy Reijnierse
- 2012: Ruud Dokter
- 2012–2014: Remy Reijnierse
- 2014–2015: Maarten Stekelenburg
- 2015–2017: Kees van Wonderen
- 2017–2018: Bert Konterman
- 2018–2019: Mischa Visser
- 2019–2020: Peter van der Veen
- 2020–0000: Martijn Reuser